# Брасс
Брасс (фр. brasse от фр. brasser — месить, перемешивать) — стиль спортивного плавания на груди, при котором руки и ноги выполняют симметричные движения в плоскости, параллельной поверхности воды.
Этим он и отличается от стиля баттерфляй с симметричными движениями в вертикальной плоскости, и кроля с попеременными движениями рук и ног. Если смотреть по наивысшим достижениям в разных стилях плавания, брасс — самый медленный из них. Так, по состоянию на 27 октября 2019 года для 50-метрового бассейна рекорд мира в стометровке кролем — 46,90 с, баттерфляем — 49,50 с, на спине — 51,85 с, а в брассе — всего лишь 56,88 с. В то же время брасс часто считается одним из самых сложных стилей в техническом отношении.

## История стиля

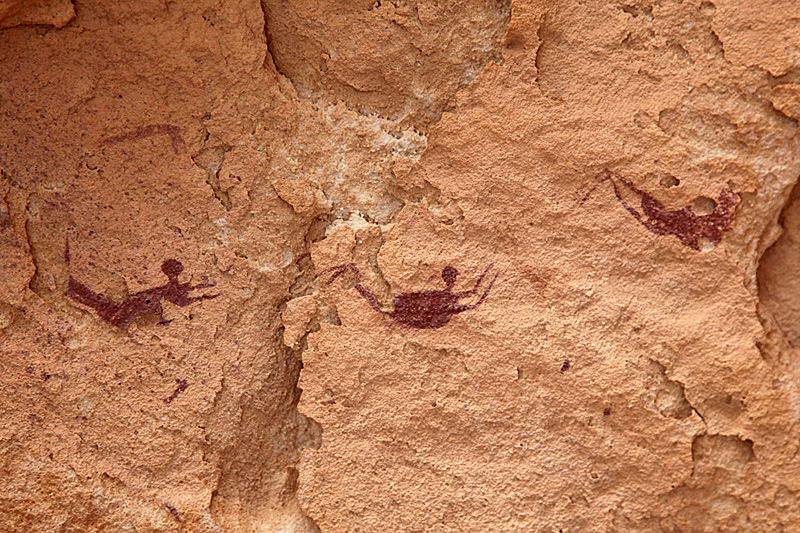
Изображение в египетской «Пещере Пловцов»

Подобный брассу стиль плавания известен в мире животных: в процессе эволюции он развился у лягушек.
Брасс является самым древним из спортивных способов плавания, его история насчитывает более, чем десять тысяч лет. Очень похожий стиль изображён в египетской «Пещере Пловцов», наскальная живопись которой относится к 9 тыс. до н. э. Известен ассирийский рисунок 1292—1225 годов до н. э., изображающий плывущего брассом солдата.
Одно из первых известных описаний техники брасса приведено в книге Николаса Винмана «Пловец, или Диалог об искусстве плавания», изданной в 1538 году. В средневековом брассе, описанном также в книге французского автора Мелкиседека Тевено «Искусство плавания» (1699), голова всё время была над водой, а движущая сила создавалась с помощью голеней, а не стоп. Лишь в начале XIX века стал применяться «лягушачий удар» ногами. Одним из самых известных заплывов XIX века было преодоление брассом пролива Ла-Манш капитаном Мэттью Веббом в 1875 году. Несмотря на то, что брасс очень напоминает движения лягушки и долгое время назывался «плавание по-лягушачьи», современное слово появилось в XX веке и происходит от фр. «brasse» — «разводить руками». В книге Кудрявцевых «Спорт мира и мир спорта» брасс был назван «русским стилем», хотя на олимпиадах на момент написания книги золотую медаль в брассе у мужчин представитель России/СССР получил только однажды в 1980 году, однако у советских женщин к тому же времени были три золотые медали в брассе, завоёванные в 1964, 1976 и 1980 годах.

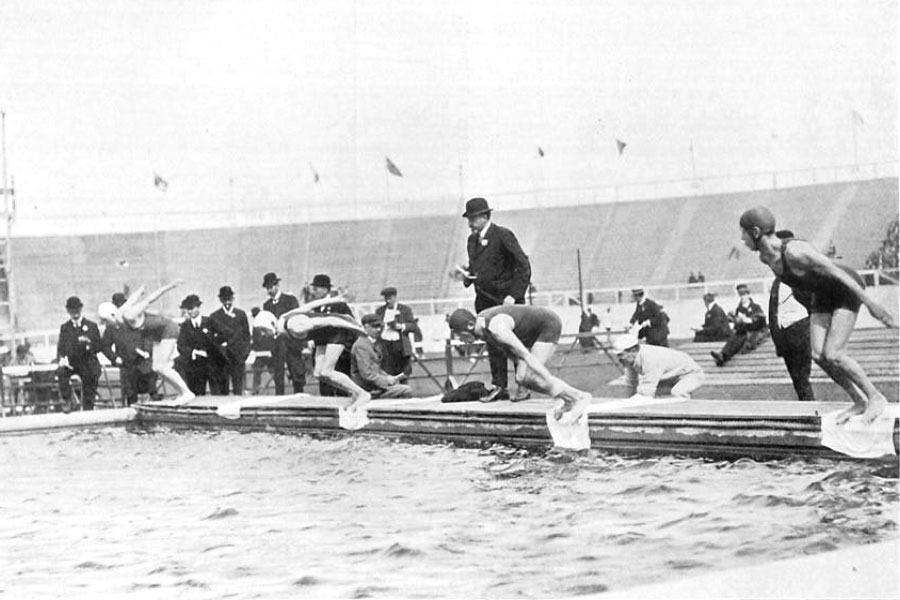
Старт финального заплыва на 200 метров брассом на Олимпиаде 1908 года

В 1904 году брасс был включен в программу Олимпийских игр в виде заплыва на дистанцию 440 ярдов (402 метра), к состязаниям допускались только мужчины. На следующих играх она была заменена дистанцией 200 метров, которая с тех пор присутствует на каждой Олимпиаде. Второй дистанцией на Олимпийских играх 1912 и 1920 года была 400-метровка. С 1924 года на Олимпиадах проводятся заплывы на дистанцию 200 метров среди женщин, а с 1968 года к 200-метровке как у мужчин, так и у женщин, добавлена 100-метровка.
До 1930-х годов спортсмены плавали с головой в надводном положении. Представители советской школы (в частности, ЗМС Л. К. Мешков) одними из первых стали опускать лицо в воду во время выведения рук вперёд. В 1935 году появилась разновидность брасса — баттерфляй, который разрешали применять на соревнованиях по брассу. Сначала это был гибрид брасс-баттерфляй, от классического брасса он отличался лишь движениями рук, подобными взмахам крыльев бабочки, этот вариант использовался спортсменами на соревнованиях различного уровня вплоть до середины 1950-х годов. Почти в одно время с упомянутой начала распространяться следующая разновидность баттерфляя, в которой уже и движения ног — отличные от классического брасса, «дельфиньи». Однако, уже в 1938 году Международная федерация плавания (ФИНА) первый тип баттерфляя чуть не запретила, а второй запретила использовать брассистам.
Таким образом, на соревнованиях по брассу было разрешено использовать классический брасс и гибрид брасс-баттерфляй. Тем не менее, «чистый баттерфляй» продолжал развиваться, и превосходство в скорости над брассом обоих видов баттерфляя (чистого и гибрида брасс-баттерфляй), привело к тому, что 1 января 1953 года ФИНА выделила баттерфляй в отдельный вид плавания:358 и разрешила использовать на соревнованиях по нему не только гибрид брасс-баттерфляй, но и чистый баттерфляй. А установив 31 мая 1953 года мировой рекорд:359, венгр Дьёрдь Тумпек продемонстрировал явное преимущество последнего над гибридом. На соревнованиях по брассу разрешили использовать только классический брасс. Мировые рекорды в плавании брассом в момент разделения были «сброшены» на уровень 1935 года, и первым мировым рекордсменом «обновлённого» брасса стал советский пловец Владимир Минашкин, время которого на 100-метровке было на шесть секунд больше мирового рекорда до отделения баттерфляя:358. Минашкин был одним из родоначальников «брасса с подхватом», при котором гребок руками начинался до завершения движения ногами предыдущего цикла, то есть пропускалась фаза скольжения. Стиль с этой особенностью позднее, в 1960-х—1970-х годах был преобладающим.

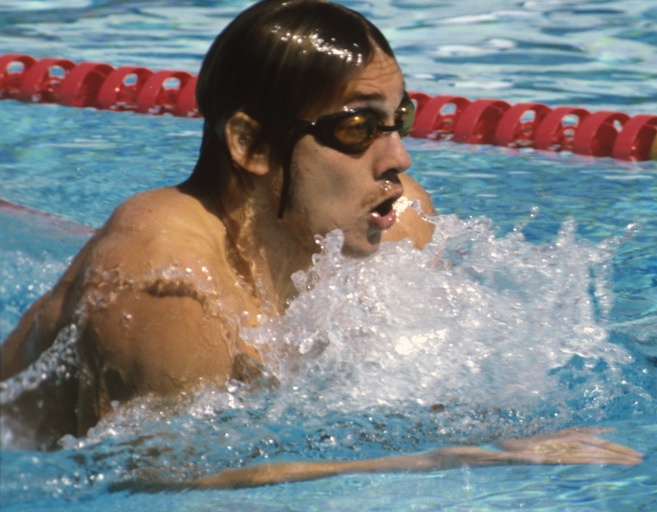
Брасс начала 1980-х годов в исполнении олимпийского чемпиона, чемпиона мира и Европы Александра Сидоренко. Фото РИА Новости

В начале 1950-х годов была подмечена высокая эффективность плавания брассом под водой с длинными гребками рук до бёдер. Японец Масару Фурукава, который после старта и каждого поворота большую часть расстояния от стенки до стенки проплывал под водой, с 1954 года стал доминировать на всех крупнейших соревнованиях, установил целую серию мировых рекордов и выиграл золото на Олимпиаде 1956 года. Подобную технику применяли и другие брассисты мирового класса, включая Хариса Юничева, завоевавшего в 1956 году первую в истории советского плавания олимпийскую медаль — бронзу на 200-метровке брассом. В связи с этим, на конгрессе в Мельбурне 1 мая 1957 года:95 ФИНА ограничила дистанцию, проплываемую под водой после старта и каждого поворота, разрешив лишь один гребок до бёдер и один нормальный цикл, прописав всплытие не позднее второго цикла. На остальной части дистанции по новым правилам часть головы все время должна была находиться над водой. Тот же конгресс принял решение фиксировать мировые рекорды только в 50-метровых бассейнах:96.
1960-е годы характеризуются определёнными отличиями в технике двух школ плавания брассом — «западной» (в первую очередь — австралийской и американской) и «европейской» (в первую очередь — советской). Представители первой стремились избежать чрезмерных вертикальных движений плеч, в то же время стараясь держать тело настолько высоко и прямо, насколько это возможно. Пятки должны были находиться как можно ближе к поверхности воды как во время подтягивания, так и во время удара. Представители европейской, особенно советской, школы разрешали и даже поощряли вертикальные движения плеч и торса в натуральном ритме цикла.
Очередное значительное изменение в правилах было сделано 15 февраля 1987 года. С того времени часть головы не обязана постоянно находиться над водой (см. правило 1957 года выше), необходимым условием стало пересечение головой поверхности воды во время каждого цикла. Это дало стимул к появлению двух новых стилей брасса: «волнистого» (англ. undulating) и «волнового» (англ. wave-style). Первый из них сближает движения пловца с движениями дельфина, но требует чрезвычайной гибкости. В настоящее время в качестве видов брасса часто отмечают эти два стиля и «традиционный», к которому причисляют разновидности 1957—1987 годов.

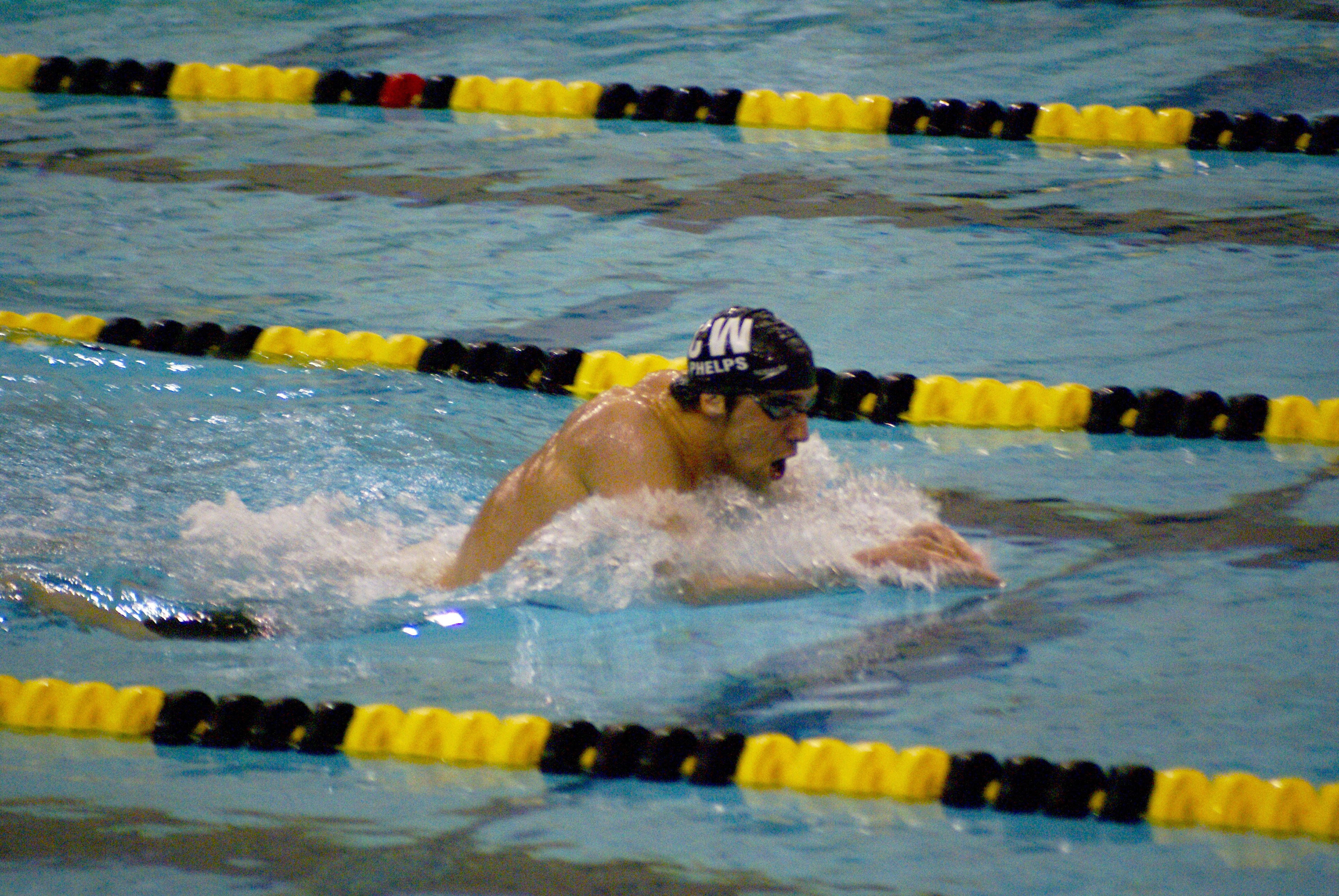
Брасс конца 2000-х годов в исполнении многократного олимпийского чемпиона и рекордсмена мира Майкла Фелпса

2000-е годы отмечены стремительным ростом популярности «волнового» стиля, его принимают на вооружение многие участники Олимпийских игр. На Олимпиаде в Афинах возникли споры после победы японца Косукэ Китадзимы на 100-метровке брассом. Американский пловец на спине Аарон Пирсол обвинил японца в жульничестве — «дельфиньем» ударе ногами во время «подводного» послестартового участка, тогда как правилами там разрешён только гребок руками до бёдер и «брассовый» цикл. Судьи не имели доступ к подводным съёмкам во время соревнования и, в отличие от зрителей, не могли видеть нарушения. В итоге результат японца не был аннулирован, но технический конгресс ФИНА на встрече во время чемпионата мира по плаванию в Монреале в июле 2005 года изменил правила, разрешив один «дельфиний» удар во время полного погружения после старта и каждого поворота, за которым должен следовать «брассовый» цикл.

## Экипировка
Снаряжение пловца брассом не отличается от экипировки пловцов другими стилями, это шапочка, очки, плавки (мужчины), слитный купальник (женщины), либо гидрокостюм. Гидрокостюмы на крупных соревнованиях начали использовать с начала 2000-х годов. Существует несколько типов гидрокостюмов: костюм от шеи до щиколотки (англ. bodyskin или full), костюм от шеи до колен (англ. kneeskin или full-knee), гидроштаны (мужчины, англ. legskin или pants-long), шорты для плавания (мужчины, англ. pants-short). Раньше разрешалось использование синтетических гидрокостюмов всех четырёх типов. С 2010 года ФИНА ввела ограничения, запретив синтетику в костюмах и разрешив только текстиль. Более того, к январю 2010 года ФИНА разрешила женщинам использование только слитных купальников и костюмов от шеи до колен без застежки-молнии на спине, а мужчинам — только плавок и шортов для плавания.

## Техника плавания

Фазы движения

### Движения рук
Подразделяются на три фазы: гребок наружу, гребок внутрь, возврат. Цикл начинается с гребка наружу. Сначала руки погружаются глубже в воду, затем ладонями наружу разводятся в стороны друг от друга. Руки практически не согнуты и параллельны поверхности воды. Затем следует гребок внутрь. Кисти поворачиваются вниз ладонями и отталкивают воду назад. Движение продолжается примерно до уровня плеч. После этого, ладони смыкаются перед грудью, локти по сторонам туловища. В фазе возврата руки снова уходят вперёд в начальную позицию. Весь цикл начинается с медленной скорости движения руками, затем скорость возрастает и достигает максимума в фазе гребка внутрь, затем снова снижается в фазе возврата. Основная задача — создать максимальный движущий момент с помощью гребка внутрь и минимальное сопротивление на возврате.
Как вариант, можно возвращать руки в исходную позицию над водой. Это уменьшает сопротивление воды, но требует больших затрат сил. В соревнованиях на скорость некоторые пловцы предпочитают именно этот вариант.
Другой вариант движения — продлить фазу гребка руками до самых бёдер, примерно так, как делают в баттерфляе. Таким образом можно значительно усилить каждый гребок, но возвращать руки в исходное положение станет труднее. Обычно этот метод используют для плавания под водой. Федерация плавания FINA разрешает применять этот гребок только один раз после старта пловца и после каждого разворота у бортика. Также, в 2005 году было введено новое правило, согласно которому можно использовать один гребок ногами в вертикальной плоскости (как в баттерфляе) после толчка от стенки.

### Движения ног
Работу ног можно разделить на две фазы:
1. Подтягивание
2. Толчок

Основная сложность в плавании брассом заключается в том, что нужно синхронизировать работу ног и рук и поднятие головы для вдоха.

### Дыхание
В брассе голова полностью следует движению позвоночника. В тот момент, когда руки движутся вниз тела, создаётся опора для того, чтобы поднять голову над водой. Вдыхать следует через рот, выдыхать — через нос и рот в течение всего последующего движения до следующего вдоха. Для увеличения скорости можно не выныривать каждый раз, но по правилам FINA голова должна пересекать поверхность воды в каждом цикле движений, за исключением первого цикла после старта или разворота у бортика.
Иногда неопытные пловцы стараются держать голову над водой постоянно, не опуская её. Это не только трудно и неудобно, но и опасно для позвоночника. Чрезмерное напряжение мышц шеи и спины может спровоцировать смещение в суставах позвоночника.

### Старт
Наиболее распространены на крупных соревнованиях два типа старта. При грэб-старте (англ. grab start) обе ноги перед стартом расположены у переднего края стартовой тумбочки, а при трек-старте (англ. «track start») одна нога отставлена назад. Преимуществом второго типа старта является более быстрое время реакции (время от стартового сигнала до отрыва ног от стартовой тумбочки). На дистанции 200 метров брассом среди женщин на Олимпиаде в Пекине среднее время реакции стартовавших трек-стартом было 0,77 с, а стартовавших грэб-стартом — 0,82 с. В то же время некоторые тренеры отмечают, что стартующие трек-стартом стремятся побыстрее нырнуть в воду, им не надо тратить время на напряжение мускулов для отталкивания, как стартующим грэб-стартом, поэтому время реакции у них и меньше. Но стартующие грэб-стартом, отталкиваясь, пролетают большее расстояние по воздуху и ныряют дальше, то есть тратят меньше сил и времени на преодоление сопротивления воды. Поэтому они сомневаются, что стартовавшие трек-стартом при более быстрой реакции, в целом показывают лучшие результаты, чем стартовавшие грэб-стартом. У этих двух типов старта есть по одной разновидности. Разновидность грэб-старта — согнутые, а не выпрямленные колени перед стартом, а разновидность трек-старта — смещение центра тяжести в стартовом положении назад, а не вперёд.
Чаще всего применяется обыкновенный старт. Некоторые пловцы применяют «лягушачую» разновидность, когда ноги поджимают вперёд, а затем снова распрямляют в воздухе. Затем спортсмен скользит под водой, делает гребок руками и одно вертикальное движения ногами, как в баттерфляе, после чего одновременно толчок ногами и возврат рук вперед. По правилам, начинать второй гребок руками можно только после того, как голова появляется над поверхностью воды. Применение вертикального движения ногами было разрешено FINA и NCAA в 2005 году.
В 2010 году на крупных соревнованиях введен новый тип стартовых тумбочек фирмы Omega, который имеет специальное возвышение для отставленной назад ноги спортсменов, применяющих трек-старт. Они использовались на чемпионате Европы по водным видам спорта 2010 в Будапеште.

### Повороты
Правила FINA требуют, чтобы пловец дотрагивался до бортика обеими руками, причём одновременно.
Обычно используется поворот «маятником», который начали применять в 1930-х годах. Для увеличения скорости спортсмены дотрагиваются до бортика либо в фазе скольжения под водой, либо в фазе возврата рук, что быстрее. После этого руки немного сгибаются, голова и плечи приближаются к бортику, и тело пловца начинает вращение в почти вертикальной плоскости. Одна рука отрывается от стенки и выводится вперёд под водой, вторая рука махом проносится над водой и догоняет первую, так что они встречаются одновременно. Тело до отталкивания ногами повёрнуто на бок. В момент, когда все части окажутся ниже уровня воды, происходит толчок обеими ногами от бортика (в таком варианте уменьшается сопротивление воды) и разворот тела в горизонтальное положение. Следует скольжение под водой, гребок руками до бёдер, вывод рук вперёд, толчок ногами, ещё скольжение и выход на поверхность. Голова пловца должна пересечь линию воды не позже второго цикла движений.
Некоторые спортсмены экспериментируют с разворотом кувырком, таким же, как применяется в кроле.
На финише дистанции используется такая же техника для касания бортика.

## Соревнования
Плавание брассом входит в программу всех крупных соревнований, организуемых Международной федерацией плавания (ФИНА). Используемый для соревнований плавательный бассейн по умолчанию (в последнее время часто указывается) — 50-метровый, проводятся также соревнования в 25-метровом бассейне («на короткой воде»). Заплывы мужчин и женщин проходят отдельно, дистанции совпадают.
Всемирные соревнования по плаванию, включающие заплывы брассом — это Олимпийские игры, Чемпионаты мира, Кубки мира, Универсиады. На Летних Олимпийских играх, проводимых каждые четыре года, брасс представлен дистанциями 100 метров и 200 метров, программа летних юношеских Олимпийских игр (возраст участников — от 14 до 18 лет) дополнена дистанцией 50 метров. Чемпионаты мира, Летние Универсиады (соревнования для студентов под эгидой FISU), Чемпионаты мира на короткой воде, Чемпионаты мира среди юниоров (возраст спортсменов — до 18 лет), Чемпионаты мира в категории «Мастерс» (для спортсменов 25 лет и старше) проводятся раз в два года и включают дистанции 50 метров, 100 метров и 200 метров брассом. Кубок мира по плаванию — ежегодное соревнование на короткой воде, которое состоит из 5—7 этапов, проводимых в октябре — ноябре, стиль брасс там представлен такими же дистанциями.
Брасс как стиль регулярно включается в региональные соревнования пяти конфедераций ФИНА. Для европейской конфедерации — это проводимые раз в два года Чемпионат Европы по водным видам спорта и Чемпионат Европы в категории «Мастерс» (возраст участников — 25 лет и старше), организуемые каждый год Чемпионат Европы по плаванию на короткой воде и Чемпионат Европы по плаванию среди юниоров (для девушек 15—16 лет и юношей 17—18 лет). Дистанции брассом на этих соревнованиях — 50 метров, 100 метров и 200 метров.
Национальные федерации также проводят соревнования по плаванию, где всегда присутствуют заплывы стилем брасс. Всероссийские соревнования — это, в частности, ежегодные Чемпионат России в 50-метровом бассейне, Чемпионат России в 25-метровом бассейне, Кубок России (бассейн 25м), с дистанциями брассом 50 метров, 100 метров, 200 метров.
На соревнованиях по плаванию, где проводятся заплывы комплексным плаванием и комбинированная эстафета, брасс входит в эти заплывы в виде отрезка дистанции, который спортсмены должны проплыть этим стилем.
Из заплывов на необычные дистанции можно выделить национальные соревнования, проводимые ежегодно крупной австралийской спортивной организацией пловцов старше 18 лет Masters Swimming Australia, которые включают заплывы брассом на 400 метров, 800 метров, 1500 метров, фиксируются рекорды.

## Знаменитые пловцы
- Галина Прозуменщикова
- Лина Качюшите
- Агнеш Ковач
- Фредерик Холман
- Косукэ Китадзима
- Юлия Ефимова
- Ребекка Сони
- Адам Пити
- Камерон ван дер Бург
- Антон Чупков
- Александер Дале Оен
- 🇰🇿 Баландин, Дмитрий Игоревич

## Фильм
- Союзспортфильм (1980). Техника спортивного плавания. Брасс..  23 мин. Архивировано 22 ноября 2011. {{cite episode}}: |series= пропущен или пуст (справка)